# 長谷川喜美
長谷川 喜美（はせがわ きみ、 - 2022年10月12日）は、空間デザイナー。ベルベッタ・デザイン代表。

## 略歴
桑沢デザイン研究所卒業。2004年ベルベッタ・デザイン設立。「空気をデザインする」をテーマに、空間に関わる様々なクリエイションを手掛ける。
近年の全国での代表作は、善光寺イルミネーション『希望の光』、丸の内『Marunouchi Bright Christmas -LOVE&WISHES-』、大阪『Grand Wish Christmas -Winter Voyage-』、新江ノ島水族館『ヒカリノエノスイ』、札幌『さっぽろホワイトイルミネーション』など。日本および世界各地での空間デザイン・演出を幅広く手掛け、クリスマス、イルミネーション、インスタレーションのほか、商業店舗の内装、企業コミュニケーションスペース、プロダクト、CI、グラフィック等の企画・デザインを行っており、活躍の場は多岐に渡る。
フランス国民美術協会(S.N.B.A.)主催サロン展 2014金賞、JACEイベントアワード 最優秀賞ほか多数受賞。

## 主な作品
- 2006年
  - SHARP AQUOS 亀山工場 ショールーム、見学コースデザイン
  - 日産自動車 厚木デザインセンター プロジェクトルーム / ブランドルーム デザイン
- 2006年〜2009年
  - SHARP AQUOS 店頭デザイン 全国3,000店舗
  - 「Nail Station」 ブランディング・ショップデザイン
- 2006年〜 2013年
  - 表参道ヒルズ クリスマス 空間演出・デザイン
- 2007年
  - ミラノサローネ ｢TOKYO DESIGN PLEMIO｣ デザイン
  - MAZDA DEMIO NEW TARGET EXPO 「私とデミオと東京蝶々」 デザイン
- 2007年〜2010年
  - Hawaiian Jewelry Shop 「ISLANDS」 ブランディング / ショップデザイン
- 2007年〜 2012年
  - 東武百貨店 年間ディスプレイデザイン
- 2008年
  - 表参道ヒルズ エントランス・ファサード リニューアルデザイン
  - SHARP AQUOS 中国店頭デザイン
- 2009年
  - 表参道イルミネーション デザイン
- 2009年
  - Ladies Apparel Shop 「ANAYI」 ショップデザイン
- 2010年
  - 資生堂 ワールドSHOP「ホリデープロモーション」 デザイン
  - TDW×ZAGAT コンテナデザイン（2010-2011）
- 2011年
  - 銀座イルミネーション「希望の翼」 デザイン
  - 「マルハン」 リニューアルデザイン
  - 「KAZUMASA KAWASAKI」 プロダクトデザイン
- 2012年
  - 香港デザイナーズウィーク 会場デザイン
  - ICCギャラリー「アノマニス・ライフ展 Sputniko!」展示空間デザイン
  - 上海 正大広場「Christmas & New Year」デザイン
- 2013年
  - GUCCI新宿 「紫舟展」会場デザイン
  - 「東京デザイナーズウィーク 2013」会場デザイン
  - JINS 「FUJIYAMA JiNS」ショップデザイン
- 2014年
  - 「東京デザイナーズウィーク in ミラノサローネ」会場デザイン
  - SHARP BtoB ショールーム デザイン
  - MEVIUS 体感施策 夏季音楽イベント「ULTRA」会場デザイン
  - 「東京デザイナーズウィーク 2014」会場デザイン
  - 丸の内クリスマス「Disney TIMELESS STORY」デザイン
  - 紫舟展 ルーブル美術館「Carrousel Du Louvre 2014」会場デザイン
- 2015年
  - 「世界らん展日本大賞」会場デザイン
  - 「TOKYO DESIGN WEEK in MILANO 2015」会場デザイン
  - GUCCI新宿 「Sputniko!『Tranceflora - エイミの光るシルク』展」会場デザイン
  - 「HandMade In Japan Fes 2015」会場デザイン
  - 「東京デザインウィーク 2015」会場デザイン
  - 「第35回さっぽろホワイトイルミネーション2015」大通公園会場デザイン
- 2016年
  - 「日本橋桜フェスティバル」『日本桜風街道』プロデュース
  - 「東京デザインウィーク 2016」会場デザイン
  - 「静岡デザインフェスティバル 2016」シンボルデザイン
  - 「東京ドームシティイルミネーション2016-2017」会場デザイン[2]
  - グランフロント大阪「GRAND FRONT CHRISTMAS 2016　Winter in Blossom」空間デザイン
  - 「第36回さっぽろホワイトイルミネーション2016」大通公園会場デザイン
- 2017年
  - 「日本橋桜フェスティバル2017」『NIHONBASHI SAKURA GATE』プロデュース
  - 二子玉川ライズ 季節の環境演出デザイン（年間）
  - ミラノサローネ「JAPAN DESIGN WEEK in Milano」会場デザイン
  - 表参道ヒルズ『BE@RBRICK SUMMER』空間デザイン/演出
  - グランフロント大阪「GRAND FRONT CHRISTMAS 2017　WINTER IN RED」空間デザイン
  - 「第37回さっぽろホワイトイルミネーション2017」大通公園会場デザイン
  - 若林佛具製作所京都本店 リニューアルデザイン
- 2018年
  - 「日本橋 桜フェスティバル～新たに出会う、日本橋、八重洲、京橋～」『SAKURA TUNNEL』空間デザイン
  - 二子玉川ライズ 季節の環境演出デザイン（春/夏/秋）
  - 「善光寺イルミネーション　開花-Blooming moment-」空間デザイン/本堂インスタレーションデザイン[3]
  - 「第38回さっぽろホワイトイルミネーション2018」大通公園会場デザイン
  - 丸の内「Marunouchi Bright Christmas 2018 ～北欧から届いたクリスマス with Yuming～」空間デザイン
  - グランフロント大阪「GRAND WISH CHRISTMAS 2018 -sparkling-」空間デザイン/演出
  - 横浜駅西口「35th 横浜イルミネーション」会場デザイン
- 2019年
  - 新江ノ島水族館「ヒカリノエノスイ～美しい水族館 えのすいワンダーアクアリウム2019～」イベントプロデュース/デザイン[4]
  - 二子玉川ライズ 季節の環境演出デザイン（春/夏/秋）
  - 丸の内ブリックスクエア「エスティー ローダー グループ 乳がんキャンペーン2019」『丸の内 ピンクリボン ガーデン』空間デザイン[5]
  - グランフロント大阪「GRAND WISH CHRISTMAS 2019」『Brilliant Tree』空間デザイン/演出
  - 横浜ランドマークタワー「The Landmark Christmas 2019」空間デザイン/演出
  - 「第39回さっぽろホワイトイルミネーション2019」大通公園会場デザイン
  - 横浜駅西口「36th YOKOHAMAイルミネーション」会場デザイン
- 2020年
  - 「善光寺イルミネーション 復興の光」空間デザイン/本堂インスタレーションデザイン（2月）
  - 丸の内「Marunouchi Bright Christmas 2020 -LOVE&WISHES-」空間デザイン/演出
  - グランフロント大阪「Grand Wish Christmas 2020 -Winter Voyage-」空間デザイン/演出[6]
  - 横浜ランドマークタワー「The Landmark Christmas 2020」空間デザイン/演出
  - 「善光寺イルミネーション 希望の光」空間デザイン/本堂インスタレーションデザイン（12月）
- 2021年
  - グランフロント大阪「Grand Wish Christmas2021」[7]
  - 横浜ランドマークタワー「The Landmark Christmas 2021」
- 2022年
  - 島根県立しまね海洋館AQUAS「“光降るアクアス”〜神話から拡がる美しい海の世界〜」[8]
  - 日本夜景遺産認定 江の島灯籠2022「光の絵巻」[9]

## 受賞歴
- ディスプレイ産業大賞 [通商産業大臣賞]
- ディスプレイ産業奨励賞 [日本ディスプレイ業団体連合会賞]
- DDA優秀賞
- DDA賞入選
- フランス国民美術協会(S.N.B.A.)主催サロン展 2014 [金賞] / [審査委員賞金賞]
- DSA賞銀賞
- DSA賞入選
- JACEイベントアワード 最優秀賞 [経済産業大臣賞]

## 出演
- セブンルール（2017年12月19日、関西テレビ）
- ポップUP!（2022年8月17日）